# Muriel Villanueva i Perarnau
Muriel Villanueva i Perarnau (València, 1976) és escriptora. Llicenciada en Teoria de la Literatura i Literatura Comparada per la Universitat de Barcelona i diplomada en Educació Musical per la Universitat de València, fou professora de l'Escola d'Escriptura de l'Ateneu Barcelonès entre 2006 i 2014. Actualment col·labora com a professora d'escriptura amb diverses entitats.
L'any 2020 va rebre una de les Beques per a la creació literària de la Institució de les Lletres Catalanes pel projecte El refugi del Tarek 2.

## Publicacions

### Novel·les
- Muriel Villanueva. Mares, i si sortim de l'armari? : la història d'una família quasi feliç.  Editorial Empúries, 2006. ISBN 978-84-9787-161-7.; traduïda al castellà (Editorial Lumen), portuguès (Ediçoes Duarte Reis), coreà (Editorial Nangiyala) i polonès.
- Muriel Villanueva. Jo toco i tu balles.  Editorial Motflorit, 2009. ISBN 978-84-95705-86-0.
- Muriel Villanueva. Baracoa.  Editorial Motflorit, 2010.
- Muriel Villanueva. La gatera.  Amsterdam (Ara Llibres), 2012.;[3][4] traduïda al castellà (Editorial Navona)
- Muriel Villanueva. Motril 86. Proa (Edicions 62), 2013
- Muriel Villanueva. El parèntesi d'esquerre. Males herbes. Il·lustracions d'Aitana Carrasco, 2016
- Muriel Villanueva. Rut Sense Hac. Columna, 2018
- Muriel Villanueva. París es Azul. Versátil, 2019
- Muriel Villanueva. El ball de les estornelles. Adia edicions, 2020
- Muriel Villanueva. Semiidèntics. Angle editorial, 2021

### Llibres de contes
- Nines (Males herbes, 2017)[5]

### Narrativa infantil i juvenil
- Muriel Villanueva. La Tània i totes les tortugues, il·lustrat per Ona Caussa. Cruïlla, 2013
- Muriel Villanueva. Duna, diari d'un estiu. Duna, diario de un verano, il·lustrat per Ferran Orta. Babulinka Books, 2015
- Muriel Villanueva i Roger Coch (Muriel Rogers). Trilogia La Esfera o L'Esfera: Sin alas, Las alas de Ícaro, El vuelo del Fénix. Planeta i Columna, 2016
- Muriel Villanueva. La Tània i el telescopi, il·lustrat per Ona Caussa. Cruïlla, 2016
- Muriel Villanueva. Groc i rodó. Amarillo y redondo, il·lustrat per Ferran Orta. Falmboyant, 2018; (traduït al coreà, el xinès i el txec)
- Muriel Villanueva. El refugi del Tarek, il·lustrat per Bruno Hidalgo. Cruïlla, 2018
- Muriel Villanueva. Ona i Roc i els tigres de Sumatra, il·lustrat per Julia Cejas. Bromera, 2019
- Muriel Villanueva. La biblioteca del papa Luna, il·lustrat per Sara Bellés. Campanya Llegir en valencià. Fundació Bromera, 2019
- Muriel Villanueva. L'illa infinita, il·lustrat per Noemí Villamuza. Andana, 2019
- Muriel Villanueva. Dunes, diari d'un altre estiu. Dunas, diario de otro verano, il·lustrat per Ferran Orta. Babulinka Books, 2019
- Muriel Villanueva. Digueu-me Ju. La Galera, 2020
- Muriel Villanueva. La Paula i el colibrí, il·lustrat per Albert Asensio. Bromera / Ànima Llibres, 2021
- Muriel Villanueva. On vas, Tarek?, il·lustrat per Bruno Hidalgo. Cruïlla, 2021
- Muriel Villanueva. Amb fil de seda. Sembra llibres, 2022

### Dietaris
- Muriel Villanueva. Els Ulls de Rita o la tendresa del món - Diari del viatge per l'adopció d'una germana.  Ajuntament de Sagunt, 1998.

### Relats breus
- Família. Revista Valors, 2009
- La paradoxa d'en Frank Kafka i l'àncora del Fred Tènder. Revista Hiperbòlic, 2009
- Venia picant de mans, publicat en xarxa per la Universitat de Barcelona, 2009
- Línia discontínua. Revista Hiperbòlic, 2010
- Megafonia. Revista de Girona, 2012
- Dos mil botons i una tassa de xocolata, dins l'antologia Els caus secrets. Editorial Moll, 2013
- La nena de les cuetes – La niña de las coletas, suplement especial de Nadal de El Periódico, 2015
- Estimat país petit. Diario Información, 2018
- Sols em queda la gloriosa companyia de la vostra sacratíssima corona, dins l'antologia República de les lletres. Revista de Catalunya, 2019

### Poemes
- Poemes sense punts de goma. Institut d'Estudis Ilerdencs i Diputació de Lleida, 2011
- Para no tener que hablar. Il·lustrat per Sara Márquez. Oblicuas, 2016

## Premis
- 1997 - Premi Goma de Nata (amb l'obra Els Ulls de Rita o la tendresa del món - Diari del viatge per l'adopció d'una germana)
- 2009 - Premi Montflorit de Novel·la (amb l'obra Jo toco i tu balles)
- 2009 - Premi Arrelats de la Universitat de Barcelona (amb el relat Venia picant de mans)
- 2010 - Menció del jurat del Premi Documenta 2010 (amb l'obra La gatera)
- 2011 - Premi Just Manuel Casero de la Llibreria 22 de Girona (amb l'obra La gatera)[6][7]
- 2011 - Premi Les Talúries de l'Institut d'Estudis Ilerdencs (amb el poemari Poemes sense punts de goma)
- 2013 - Premi de la Crítica dels Escriptors Valencians, per l'AELC (amb l'obra La gatera)
- 2016 - Finalista del Premi Atrapallibres, pel Consell Català de LIJ (amb l'obra Duna)
- 2018 - Premi Carlemany per al foment de la lectura, del Govern d'Andorra (amb l'obra Rut Sense Hac)
- 2019 - Finalista del Premi Atrapallibres, pel Consell Català de LIJ (amb l'obra El refugi del Tarek)
- 2019 - Finalista del Premi Menjallibres, joves lectors de Vilanova (amb l'obra Rut Sense Hac)
- 2019 - Premi de narrativa infantil-juvenil en valencià Ciutat de Dénia (amb l'obra L'illa infinita)
- 2020 - Premi Llibreter (amb la novel·la juvenil Dunes)
- 2020 - Premi Antoni Vidal Ferrando (amb la novel·la El ball de les estornelles)
- 2020 - Premi Atrapallibres, del Consell Català de Literatura Infantil i Juvenil (amb la novel·la infantil El refugi del Tarek)